# Tamias quadrimaculatus
Tamias quadrimaculatus är en däggdjursart som beskrevs av Gray 1867. Den ingår i släktet jordekorrar och familjen ekorrar. IUCN kategoriserar arten globalt som livskraftig. Inga underarter finns listade i Catalogue of Life.

## Beskrivning
Pälsen är rödbrunaktig med fem svartbruna ränder längs rygg och sidor, åtskilda med fyra ljusa, gråaktiga till brungråa ränder. Öronen är långa och smala, med en vit fläck bakom varje öra. Hjässan är ljust gråbrun. Svansen är mörkt gråbrun på ovansidan, gulbrun på undersidan och har en vit spets. Buksidan är ljusgråaktig. Längden är mellan 23 och 24,5 cm för honor, inklusive en svans på 9 till 12 cm; motsvarande värden för hanen är 20 till 24 cm för totala kroppslängden respektive 8,5 till 10,5 cm för svansen. Honan väger mellan 81 och 105 g, hanen mellan 74 och 89 g.

## Ekologi
Tamias quadrimaculatus förflyttar sig främst på marken men kan klättra i växtligheten. Den förekommer på höjder mellan 960 och 2 250 m i habitat som chaparral, annan buskmark, blandad barrskog (i synnerhet gultall och douglasgran), gärna med nerfallna trädstammar, stubbar och klippor. Bona förläggs till träd och i underjordiska håligheter. Arten sover vintersömn i underjordiska utrymmen mellan slutet av oktober till mars. Milda dagar kan den vara aktiv även under vintern. Den sparar föda i förråd inför vintern, och äter dessutom upp sig inför vintersömnen. Hanarna kommer fram tidigare ur vintersömnen än honorna; man förmodar att det är för att slåss om honorna inför parningen.

### Föda och predation
Arten är allätare som lever av svamp, frön, nötter, bär och andra frukter, kottar och insekter. Den lägger upp förråd av frön inför vintersömnen. Själv utgör arten föda för vesslor, prärievarg, rävar, rödlo och rovfåglar.

### Fortplantning
Parningstiden sträcker sig från slutet av april till början av maj. Efter omkring 31 dagars dräktighet föder honan en kull på 2 till 6 ungar. De dias i omkring en månad, och blir självständiga i september. Man antar att de är könsmogna vid 10 månaders ålder.

## Utbredning
Utbredningsområdet omfattar Sierra Nevada i östra-centrala Kalifornien och angränsande västra-centrala Nevada.